# Nakanoshima (Kagoshima)
Nakanoshima (jap. 中之島) ist eine Vulkaninsel der Tokara-Inseln. Die Insel ist 34,47 km² groß und hatte laut Zensus im Jahre 2004 insgesamt 167 Einwohner. Die Insel hat keinen Flughafen; die Bewohner leben von Landwirtschaft, Fischerei und saisonalem Tourismus. Zu den Sehenswürdigkeiten zählen heiße Quellen, ein Leuchtturm, ein Observatorium und ein Museum der lokalen Geschichte und Folklore.

## Geographie
Nakanoshima ist die größte Insel im Tokara-Archipel mit einer Ausdehnung von neun Kilometern Länge und fünf Kilometern Breite. Sie liegt 150 Kilometer südlich von Kyushu. Im Norden der Insel dominiert der Stratovulkan Otake (御岳) die Insel; er brach zuletzt 1914 aus. Bis 1944 wurde dort Schwefel abgebaut. Das Klima ist subtropisch mit einer Regenzeit von Mai bis September.

## Geschichte
Nakanoshima wird seit einigen tausend Jahren bevölkert, die Insel war einmal ein Teil des Ryūkyū-Königreiches. Während der Edo-Zeit war die Insel Teil des Lehens Satsuma.

## Fauna
Auf der Insel ist die Skinkart Plestiodon marginatus verbreitet, die man auch auf den Okinawa- und zwei der Amami-Inseln (Yoronjima und Okinoerabu-jima) findet. Die Art ist als potentiell gefährdet eingestuft. Zu den Vogelarten zählt beispielsweise die Samtkehlnachtigall.